# Savonburg
Savonburg è un centro abitato (city) degli Stati Uniti d'America, situato nella Contea di Allen, nello Stato del Kansas. In una stima del 2007 la popolazione era di 87 abitanti.

## Geografia fisica
Secondo i rilevamenti dell'United States Census Bureau, la località di Savonburg si estende su una superficie di 0,5 km², tutti occupati da terre.

## Popolazione
Secondo il censimento del 2000, a Savonburg vivevano 91 persone, ed erano presenti 24 gruppi familiari. La densità di popolazione era di 178,6 ab./km². Nel territorio comunale si trovavano 45 unità edificate. Per quanto riguarda la composizione etnica degli abitanti, il 92,31% era bianco, il 6,59% era nativo e l'1,10% apparteneva a due o più razze.
Per quanto riguarda la suddivisione della popolazione in fasce d'età, il 24,2% era al di sotto dei 18, il 7,7% fra i 18 e i 24, il 22,0% fra i 25 e i 44, il 28,6% fra i 45 e i 64, mentre infine il 17,6% era al di sopra dei 65 anni di età. L'età media della popolazione era di 40 anni. Per ogni 100 donne residenti vivevano 85,7 uomini.